# Disphragis meridionalis
Disphragis meridionalis är en fjärilsart som beskrevs av Max Wilhelm Karl Draudt 1932. Disphragis meridionalis ingår i släktet Disphragis och familjen tandspinnare. Inga underarter finns listade i Catalogue of Life.